# 楞伽経
『楞伽経』（りょうがきょう、梵: Laṅkāvatāra Sūtra、ランカーヴァターラ・スートラ）とは、中期大乗仏教経典の一つ。如来蔵思想と唯識思想が説かれる。
禅についても説かれているため、初祖である達磨大師以来、中国における初期の禅宗でも重視された（六祖・慧能からは、代わりに『金剛経』（金剛般若経）が重視されるようになった）。
ネパールでは、九法宝典（Navagrantha）の一つとして位置づけられる。

## 概要
ランカー島（セイロン島）を訪れた釈迦がラーヴァナと対話する、という体裁をとる。
以下の三種の訳書が現存する。
- 『楞伽阿跋多羅宝経』 求那跋陀羅訳
- 『入楞伽経』 菩提流支訳
- 『大乗入楞伽経』 実叉難陀訳

大正新脩大藏經では「経集部」に収録。